# Cei răniți (Star Trek: Generația următoare)
„Cei răniți” (titlu original: „The Wounded”) este al 12-lea episod din al patrulea sezon al serialului TV american științifico-fantastic Star Trek: Generația următoare și al 86-lea episod în total. A avut premiera la 28 ianuarie 1991.
Episodul a fost regizat de Chip Chalmers după un scenariu de Jeri Taylor.

## Prezentare
Un căpitan al Flotei Stelare, ce acționează pe cont propriu, pune în pericol tratatul de pace cu cardassienii. 

## Actori ocazionali
- Bob Gunton - Capt. Benjamin Maxwell
- Rosalind Chao - Keiko O'Brien
- Marc Alaimo - Gul Macet
- Colm Meaney - Miles O'Brien
- Marco Rodríguez - Telle
- Time Winters - Daro
- John Hancock - Adm. Haden